# Бад-Халль
Бад-Халль (нем. Bad Hall, бав. Båd Håi) — город в Австрии, в федеральной земле Верхняя Австрия.
Входит в состав округа Штайр. Население составляет 5200 человек (на 1 января 2006 года). Занимает площадь 13,38 км². Официальный код — 41503.

## Политическая ситуация
Бургомистр коммуны — Бернард Руф (Австрийская народная партия) по результатам выборов 2015 года.
Совет представителей коммуны (нем. Gemeinderat) состоит из 31 места.
- АНП занимает 14 мест.
- СДПА занимает 14 мест.
- АПС занимает 3 места.